# Polo aquático nos Jogos Pan-Americanos de 2015 - Masculino
O torneio masculino de polo aquático nos Jogos Pan-Americanos de 2015 foi realizado entre 7 e 15 de julho no Centro Pan-Americano Markham. Oito equipes participaram do evento.
A equipe vencedora classificou-se para os Jogos Olímpicos de 2016, no Rio de Janeiro. Caso o Brasil ficasse com a medalha de ouro, a vaga seria destinada a seleção vice-campeã.

## Medalhistas
|  | USA Estados Unidos |  | BRA Brasil |  | CAN Canadá |
|  | Merrill Moses Nikola Vavic Alex Obert Jackson Kimbell Alex Roelse Luca Cupido Josh Samuels Tony Azevedo Alex Bowen Bret Bonanni Jesse Smith John Mann McQuin Baron |  | Vinícius Antonelli Jonas Crivella Guilherme Gomes Ives González Paulo Salemi Bernardo Gomes Adrián Delgado Felipe Costa e Silva Bernardo Rocha Felipe Perrone Gustavo Guimarães Josip Vrlić Thyê Bezerra |  | Robin Randall Constantine Kudaba Oliver Vikalo Nicolas Bicari Justin Boyd Scott Robinson Alec Taschereau Kevin Graham Dusan Radojcic John Conway George Torakis Jared McElroy Dusan Aleksic |

## Formato
As oito equipes foram divididas em dois grupos de quatro equipes. Cada equipe enfrenta as outras no mesmo grupo, totalizando três jogos. As duas primeiras colocadas de cada grupo se classificam as semifinais e as restantes para jogos de definição do quinto ao oitavo lugar. Nas semifinais, as vencedoras disputam a medalha de ouro e as perdedoras a de bronze.

## Primeira fase
|  | Equipes classificadas à fase final            |
|  | Equipes classificadas à disputa de 5–8º lugar |

Todas as partidas seguem o fuso horário local (UTC−5).

### Grupo A
| Seleção            | P | J | V | E | D | GP | GC | SG  |
| ------------------ | - | - | - | - | - | -- | -- | --- |
| USA Estados Unidos | 6 | 3 | 3 | 0 | 0 | 62 | 7  | +55 |
| ARG Argentina      | 3 | 3 | 1 | 1 | 1 | 31 | 29 | +2  |
| CUB Cuba           | 3 | 3 | 1 | 1 | 1 | 21 | 31 | –10 |
| ECU Equador        | 0 | 3 | 0 | 0 | 3 | 11 | 58 | –47 |

| 7 de julho 20:00 | Relatório | Estados Unidos                         | 27 – 0 | Equador | Centro Pan-Americano Markham, Markham Juízes: BRA Edmundo Rodrigues CAN William Mackay |
| 7 de julho 20:00 | Relatório | Placar por quartos: 5–0, 8–0, 5–0, 9–0 |        |         | Centro Pan-Americano Markham, Markham Juízes: BRA Edmundo Rodrigues CAN William Mackay |
| 7 de julho 20:00 | Relatório | Bonanni 9                              | Gols   |         | Centro Pan-Americano Markham, Markham Juízes: BRA Edmundo Rodrigues CAN William Mackay |

| 8 de julho 16:00 | Relatório | Equador                                | 8 – 21 | Argentina | Centro Pan-Americano Markham, Markham Juízes: MEX Daniel Vázquez HUN Thomas Molnar |
| 8 de julho 16:00 | Relatório | Placar por quartos: 4–5, 1–6, 0–2, 3–8 |        |           | Centro Pan-Americano Markham, Markham Juízes: MEX Daniel Vázquez HUN Thomas Molnar |
| 8 de julho 16:00 | Relatório | T. Kaltenbach, C. Kaltenbach 3         | Gols   | Veich 5   | Centro Pan-Americano Markham, Markham Juízes: MEX Daniel Vázquez HUN Thomas Molnar |

| 8 de julho 18:00 | Relatório | Estados Unidos                         | 21 – 4 | Cuba                                         | Centro Pan-Americano Markham, Markham Juízes: ESP Jaume Teixidó CAN Stéphane Roy |
| 8 de julho 18:00 | Relatório | Placar por quartos: 6–2, 3–0, 6–1, 6–1 |        |                                              | Centro Pan-Americano Markham, Markham Juízes: ESP Jaume Teixidó CAN Stéphane Roy |
| 8 de julho 18:00 | Relatório | Samuels 4                              | Gols   | Despaigne, E. Lara, G. Carales, R. Carales 1 | Centro Pan-Americano Markham, Markham Juízes: ESP Jaume Teixidó CAN Stéphane Roy |

| 9 de julho 20:00 | Relatório | Cuba                                   | 7 – 7 | Argentina  | Centro Pan-Americano Markham, Markham Juízes: VEN Hugo Paredes CAN William Mackay |
| 9 de julho 20:00 | Relatório | Placar por quartos: 0–3, 1–1, 4–2, 2–1 |       |            | Centro Pan-Americano Markham, Markham Juízes: VEN Hugo Paredes CAN William Mackay |
| 9 de julho 20:00 | Relatório | Despaigne, G. Carales 2                | Gols  | Demarchi 3 | Centro Pan-Americano Markham, Markham Juízes: VEN Hugo Paredes CAN William Mackay |

| 11 de julho 16:00 | Relatório | Estados Unidos                         | 14 – 3 | Argentina | Centro Pan-Americano Markham, Markham Juízes: CAN Stéphane Roy VEN Arnoldo Zambrano |
| 11 de julho 16:00 | Relatório | Placar por quartos: 3–1, 3–0, 4–1, 4–1 |        |           | Centro Pan-Americano Markham, Markham Juízes: CAN Stéphane Roy VEN Arnoldo Zambrano |
| 11 de julho 16:00 | Relatório | Azevedo 5                              | Gols   | Veich 2   | Centro Pan-Americano Markham, Markham Juízes: CAN Stéphane Roy VEN Arnoldo Zambrano |

| 11 de julho 20:00 | Relatório | Equador                                | 3 – 10 | Cuba         | Centro Pan-Americano Markham, Markham Juízes: BRA João Cardenuto MEX Claudia Aguilar |
| 11 de julho 20:00 | Relatório | Placar por quartos: 1–3, 0–2, 0–2, 2–3 |        |              | Centro Pan-Americano Markham, Markham Juízes: BRA João Cardenuto MEX Claudia Aguilar |
| 11 de julho 20:00 | Relatório | C. Kaltenbach 2                        | Gols   | G. Carales 3 | Centro Pan-Americano Markham, Markham Juízes: BRA João Cardenuto MEX Claudia Aguilar |

### Grupo B
| Seleção       | P | J | V | E | D | GP | GC | SG  |
| ------------- | - | - | - | - | - | -- | -- | --- |
| BRA Brasil    | 6 | 3 | 3 | 0 | 0 | 55 | 20 | +35 |
| CAN Canadá    | 4 | 3 | 2 | 0 | 1 | 44 | 22 | +22 |
| MEX México    | 1 | 3 | 0 | 1 | 2 | 27 | 50 | –23 |
| VEN Venezuela | 1 | 3 | 0 | 1 | 2 | 13 | 47 | –34 |

| 7 de julho 16:00 | Relatório | Venezuela                              | 9 – 9 | México  | Centro Pan-Americano Markham, Markham Juízes: USA Mark Maretzki PUR Reynel Castillo |
| 7 de julho 16:00 | Relatório | Placar por quartos: 3–1, 1–4, 3–2, 2–2 |       |         | Centro Pan-Americano Markham, Markham Juízes: USA Mark Maretzki PUR Reynel Castillo |
| 7 de julho 16:00 | Relatório | Rojas 3                                | Gols  | Ponce 3 | Centro Pan-Americano Markham, Markham Juízes: USA Mark Maretzki PUR Reynel Castillo |

| 7 de julho 18:00 | Relatório | Brasil                                 | 11 – 9 | Canadá   | Centro Pan-Americano Markham, Markham Juízes: HUN Thomas Molnar ESP Jaume Teixidó |
| 7 de julho 18:00 | Relatório | Placar por quartos: 4–2, 3–4, 4–1, 0–2 |        |          | Centro Pan-Americano Markham, Markham Juízes: HUN Thomas Molnar ESP Jaume Teixidó |
| 7 de julho 18:00 | Relatório | Perrone 3                              | Gols   | Conway 3 | Centro Pan-Americano Markham, Markham Juízes: HUN Thomas Molnar ESP Jaume Teixidó |

| 8 de julho 20:00 | Relatório | Venezuela                              | 2 – 22 | Brasil             | Centro Pan-Americano Markham, Markham Juízes: USA Humberto Navarro ARG Diego Garibaldi |
| 8 de julho 20:00 | Relatório | Placar por quartos: 0–6, 1–6, 0–3, 1–7 |        |                    | Centro Pan-Americano Markham, Markham Juízes: USA Humberto Navarro ARG Diego Garibaldi |
| 8 de julho 20:00 | Relatório | Mujica, Fernández 2                    | Gols   | Delgado, Perrone 4 | Centro Pan-Americano Markham, Markham Juízes: USA Humberto Navarro ARG Diego Garibaldi |

| 9 de julho 16:00 | Relatório | Brasil                                 | 22 – 9 | México  | Centro Pan-Americano Markham, Markham Juízes: USA Mark Maretzki ARG Guillermo Grgicevic |
| 9 de julho 16:00 | Relatório | Placar por quartos: 3–3, 7–1, 4–2, 8–3 |        |         | Centro Pan-Americano Markham, Markham Juízes: USA Mark Maretzki ARG Guillermo Grgicevic |
| 9 de julho 16:00 | Relatório | G. Gomes 7                             | Gols   | Ponce 3 | Centro Pan-Americano Markham, Markham Juízes: USA Mark Maretzki ARG Guillermo Grgicevic |

| 9 de julho 18:00 | Relatório | Venezuela                              | 2 – 16 | Canadá         | Centro Pan-Americano Markham, Markham Juízes: ESP Jaume Teixidó PUR Reynel Castillo |
| 9 de julho 18:00 | Relatório | Placar por quartos: 0–5, 1–3, 1–5, 0–3 |        |                | Centro Pan-Americano Markham, Markham Juízes: ESP Jaume Teixidó PUR Reynel Castillo |
| 9 de julho 18:00 | Relatório | López, Velázquez 1                     | Gols   | Boyd, Graham 5 | Centro Pan-Americano Markham, Markham Juízes: ESP Jaume Teixidó PUR Reynel Castillo |

| 11 de julho 18:00 | Relatório | México                                 | 9 – 19 | Canadá | Centro Pan-Americano Markham, Markham Juízes: USA Humberto Navarro HUN Thomas Molnar |
| 11 de julho 18:00 | Relatório | Placar por quartos: 0–2, 3–5, 3–5, 3–7 |        |        | Centro Pan-Americano Markham, Markham Juízes: USA Humberto Navarro HUN Thomas Molnar |
| 11 de julho 18:00 | Relatório | Marcado, O'Brien Jr, Álvarez, Ponce 2  | Gols   | Boyd 5 | Centro Pan-Americano Markham, Markham Juízes: USA Humberto Navarro HUN Thomas Molnar |

## Fase final

### Classificação 5º–8º lugar
|  | Classificação 5º–8º lugar | Classificação 5º–8º lugar |    |                     | 5º lugar            | 5º lugar |  |
|  |                           |                           |    |                     |                     |          |  |
|  | 13 de julho – 12:00       |                           |    |                     |                     |          |  |
|  | Cuba                      | 8                         |    |                     |                     |          |  |
|  | Venezuela                 | 9                         |    |                     |                     |          |  |
|  |                           |                           |    |                     |                     |          |  |
|  |                           |                           |    |                     | 15 de julho – 14:00 |          |  |
|  |                           |                           |    |                     | Venezuela           | 11       |  |
|  |                           | México                    | 14 |                     |                     |          |  |
|  |                           |                           |    |                     |                     |          |  |
|  |                           |                           |    |                     |                     |          |  |
|  |                           |                           |    |                     | 7º lugar            |          |  |
|  | 13 de julho – 14:00       | 13 de julho – 14:00       |    | 15 de julho – 12:00 | 15 de julho – 12:00 |          |  |
|  | México                    | 17                        |    | Cuba                | 13                  |          |  |
|  | Equador                   | 7                         |    |                     | Equador             | 6        |  |

| 13 de julho 12:00 | Relatório | Cuba                                   | 8 – 9 | Venezuela                    | Centro Pan-Americano Markham, Markham Juízes: PUR Reynel Castillo USA Mark Maretzki |
| 13 de julho 12:00 | Relatório | Placar por quartos: 3–1, 2–1, 1–2, 2–5 |       |                              | Centro Pan-Americano Markham, Markham Juízes: PUR Reynel Castillo USA Mark Maretzki |
| 13 de julho 12:00 | Relatório | G. Carales 4                           | Gols  | López, Espinoza, Velázquez 2 | Centro Pan-Americano Markham, Markham Juízes: PUR Reynel Castillo USA Mark Maretzki |

| 13 de julho 14:00 | Relatório | México                                 | 17 – 7 | Equador         | Centro Pan-Americano Markham, Markham Juízes: ARG Guillermo Grgicevic CAN William Mackay |
| 13 de julho 14:00 | Relatório | Placar por quartos: 3–3, 3–4, 6–0, 5–0 |        |                 | Centro Pan-Americano Markham, Markham Juízes: ARG Guillermo Grgicevic CAN William Mackay |
| 13 de julho 14:00 | Relatório | O'Brien Jr 5                           | Gols   | C. Kaltenbach 4 | Centro Pan-Americano Markham, Markham Juízes: ARG Guillermo Grgicevic CAN William Mackay |

### Semifinais
|  | Semifinais          | Semifinais          |   |                     | Final               | Final |  |
|  |                     |                     |   |                     |                     |       |  |
|  | 13 de julho – 18:00 |                     |   |                     |                     |       |  |
|  | Estados Unidos      | 9                   |   |                     |                     |       |  |
|  | Canadá              | 8                   |   |                     |                     |       |  |
|  |                     |                     |   |                     |                     |       |  |
|  |                     |                     |   |                     | 15 de julho – 20:00 |       |  |
|  |                     |                     |   |                     | Estados Unidos      | 11    |  |
|  |                     | Brasil              | 9 |                     |                     |       |  |
|  |                     |                     |   |                     |                     |       |  |
|  |                     |                     |   |                     |                     |       |  |
|  |                     |                     |   |                     | 3º lugar            |       |  |
|  | 13 de julho – 20:00 | 13 de julho – 20:00 |   | 15 de julho – 18:00 | 15 de julho – 18:00 |       |  |
|  | Brasil              | 15                  |   | Canadá              | 16                  |       |  |
|  | Argentina           | 9                   |   |                     | Argentina           | 8     |  |

| 13 de julho 18:00 | Relatório | Estados Unidos                         | 9 – 8 | Canadá   | Centro Pan-Americano Markham, Markham Juízes: ESP Jaume Teixidó CAN Thomas Molnar |
| 13 de julho 18:00 | Relatório | Placar por quartos: 3–1, 1–2, 2–1, 3–4 |       |          | Centro Pan-Americano Markham, Markham Juízes: ESP Jaume Teixidó CAN Thomas Molnar |
| 13 de julho 18:00 | Relatório | Cupido 3                               | Gols  | Conway 3 | Centro Pan-Americano Markham, Markham Juízes: ESP Jaume Teixidó CAN Thomas Molnar |

| 13 de julho 20:00 | Relatório | Brasil                                 | 15 – 9 | Argentina    | Centro Pan-Americano Markham, Markham Juízes: VEN Arnoldo Zambrano MEX Daniel Vázquez |
| 13 de julho 20:00 | Relatório | Placar por quartos: 3–1, 4–1, 4–2, 4–5 |        |              | Centro Pan-Americano Markham, Markham Juízes: VEN Arnoldo Zambrano MEX Daniel Vázquez |
| 13 de julho 20:00 | Relatório | Delgado, Perrone, Vrlić 3              | Gols   | Carabantes 3 | Centro Pan-Americano Markham, Markham Juízes: VEN Arnoldo Zambrano MEX Daniel Vázquez |

### Disputa pelo 7º lugar
| 15 de julho 12:00 | Relatório | Cuba                                   | 13 – 6 | Equador         | Centro Pan-Americano Markham, Markham Juízes: NEX Claudia Aguilar VEN Hugo Paredes |
| 15 de julho 12:00 | Relatório | Placar por quartos: 2–1, 1–3, 5–2, 5–0 |        |                 | Centro Pan-Americano Markham, Markham Juízes: NEX Claudia Aguilar VEN Hugo Paredes |
| 15 de julho 12:00 | Relatório | G. Carales 5                           | Gols   | C. Kaltenbach 3 | Centro Pan-Americano Markham, Markham Juízes: NEX Claudia Aguilar VEN Hugo Paredes |

### Disputa pelo 5º lugar
| 15 de julho 14:00 | Relatório | Venezuela                              | 11 – 14 | México   | Centro Pan-Americano Markham, Markham Juízes: PUR Reynel Castillo VEN Stéphane Roy |
| 15 de julho 14:00 | Relatório | Placar por quartos: 3–3, 2–4, 3–2, 3–5 |         |          | Centro Pan-Americano Markham, Markham Juízes: PUR Reynel Castillo VEN Stéphane Roy |
| 15 de julho 14:00 | Relatório | Rojas, Pérez 3                         | Gols    | Ávalos 4 | Centro Pan-Americano Markham, Markham Juízes: PUR Reynel Castillo VEN Stéphane Roy |

### Disputa pelo bronze
| 15 de julho 18:00 | Relatório | Canadá                                 | 16 – 8 | Argentina      | Centro Pan-Americano Markham, Markham Juízes: USA Humberto Navarro BRA Edmundo Rodrigues |
| 15 de julho 18:00 | Relatório | Placar por quartos: 3–2, 5–3, 4–2, 4–1 |        |                | Centro Pan-Americano Markham, Markham Juízes: USA Humberto Navarro BRA Edmundo Rodrigues |
| 15 de julho 18:00 | Relatório | Conway 4                               | Gols   | Veich, Yañez 3 | Centro Pan-Americano Markham, Markham Juízes: USA Humberto Navarro BRA Edmundo Rodrigues |

### Final
| 15 de julho 20:00 | Relatório | Estados Unidos                         | 11 – 9 | Brasil              | Centro Pan-Americano Markham, Markham Juízes: HUN Thomas Molnar ESP Jaume Teixidó |
| 15 de julho 20:00 | Relatório | Placar por quartos: 1–0, 6–5, 3–3, 1–1 |        |                     | Centro Pan-Americano Markham, Markham Juízes: HUN Thomas Molnar ESP Jaume Teixidó |
| 15 de julho 20:00 | Relatório | Cupido, Samuels 3                      | Gols   | B. Gomes, Perrone 3 | Centro Pan-Americano Markham, Markham Juízes: HUN Thomas Molnar ESP Jaume Teixidó |

## Classificação final
| Pos.              | Equipe             | Campanha | Campanha | Campanha |
| Pos.              | Equipe             | V        | E        | D        |
| ----------------- | ------------------ | -------- | -------- | -------- |
| Medalha de ouro   | USA Estados Unidos | 5        | 0        | 0        |
| Medalha de prata  | BRA Brasil         | 4        | 0        | 1        |
| Medalha de bronze | CAN Canadá         | 3        | 0        | 2        |
| 4                 | ARG Argentina      | 1        | 1        | 3        |
| 5                 | MEX México         | 2        | 1        | 2        |
| 6                 | VEN Venezuela      | 1        | 1        | 3        |
| 7                 | CUB Cuba           | 2        | 0        | 3        |
| 8                 | ECU Equador        | 0        | 0        | 5        |